# Michela Marzano
Maria Michela Rosa Marzano (Roma, 20 agosto 1970) è una filosofa, scrittrice e politica italiana.

## Biografia
Nipote del giurista Arturo Marzano, che con sgomento lei scoprirà soltanto in età matura essere stato un fascista della prima ora, ha studiato all'Università di Pisa e alla Scuola normale superiore. Dopo aver conseguito la maturità classica, il perfezionamento in Filosofia alla Normale con una tesi di dottorato sull'etica di G. E. Moore (relatore Remo Bodei) e in Bioetica alla Università degli Studi di Roma "La Sapienza", è diventata dapprima ricercatrice presso il CNRS e poi docente all'Università di Parigi V: René Descartes (con una dissertazione di abilitazione sul consenso in ambito medico), dove insegna tuttora. Ha diretto il Dipartimento di scienze sociali della Sorbona, prima di diventare deputata per il Partito Democratico. Autrice di numerosi saggi e articoli di filosofia morale e politica, ha curato il Dictionnaire du corps (PUF, 2007).
Si occupa di filosofia morale e politica e, in particolar modo, del posto che occupa al giorno d'oggi l'essere umano, in quanto essere carnale. L'analisi della fragilità della condizione umana rappresenta il punto di partenza delle sue ricerche e delle sue riflessioni filosofiche.
Nel 2014 ha vinto il premio letterario Bancarella con il volume L'amore è tutto. È tutto ciò che so dell'amore edito da UTET.
Nel 2022 è stata insignita del Premio Supermondello per il romanzo Stirpe e vergogna, nel quale ha dolorosamente ricostruito il passato del nonno.

### Attività politica
Alle elezioni politiche in Italia del 2013 viene eletta alla Camera dei deputati, nella circoscrizione Lombardia 1, nelle liste del Partito Democratico.
Il 4 maggio 2015 in dissenso dal proprio gruppo non vota l'Italicum, la nuova legge elettorale approvata dalla Camera dei Deputati.
Il 24 febbraio 2016 dichiara che, in caso la legge sulle unioni civili passi privata della possibilità di adozione del figlio del partner di coppie omosessuali, uscirà dal PD. Il 12 maggio 2016 abbandona definitivamente il PD in polemica per la suddetta questione, passando quindi al Gruppo misto ma continuando a sostenere la maggioranza.
Il 21 settembre 2017 aderisce come indipendente alla componente del Gruppo misto "Partito Socialista Italiano (PSI)-Liberali per l'Italia (PLI)-Indipendenti". A ottobre vota a favore della legge Rosato, nuova legge elettorale, ma non vota la fiducia. Non è ricandidata alle elezioni del 2018.

### Dopo il parlamento
In seguito alla non ricandidatura, Michela Marzano è ritornata all'attività accademica. Dal 2019 è editorialista del quotidiano la Repubblica; a partire dal 2020 scrive anche su La Stampa.

## Opere

### In francese
- Penser le corps (Presses universitaires de France 2002)
- La fidélité ou l'amour à vif (Hachette 2005)
- Alice au pays du porno (con Claude Rozier) (Ramsay 2005)
- Le Corps: Films X : Y jouer ou y être, entretien avec Ovidie, Autrement, 2005 ISBN 2-7467-0654-7
- Je consens, donc je suis... Éthique de l'autonomie, PUF 2006 ISBN 2-13-055651-5
- Malaise dans la sexualité (JC Lattès 2006) ISBN 2-7096-2814-7
- La philosophie du corps (PUF 2007) ISBN 978-2-13-055506-3
- Dictionnaire du corps (PUF 2007) ISBN 2-13-055058-4
- La mort spectacle (Gallimard 2007)
- La pornographie ou l'épuisement du désir (Buchet-Chastel, 2003 - Hachette 2003 2007)
- L'éthique appliquée (PUF, coll. «Que sais-je ?» 2008)
- Extension du domaine de la manipulation, de l'entreprise à la vie privée (Grasset et Fasquelle, Essai, Critique, 2008) ISBN 978-2-246-73371-3
- Visage de la peur (PUF 2009)
- Le Fascisme. Un encombrant retour? (Larousse, coll. «Philosopher]», 2009)
- L'éthique appliquée, Paris, PUF, coll. « Que sais-je ? », 2010
- Le contrat de défiance, Grasset, 2010
- Légère comme un papillon, Grasset, 2012

### In italiano
- 2004 - Straniero nel corpo. La passione e gli intrighi della ragione.- Milano, Giuffrè Editore, ISBN 978-88-14-10672-9
- 2009 - Estensione del dominio della manipolazione. Dalla azienda alla vita privata.- Milano, Mondadori, ISBN 978-88-04-59129-0
- 2010 - Sii bella e stai zitta. Perché l'Italia di oggi offende le donne.- Mondadori, ISBN 978-88-04-60194-4
- 2010 - La filosofia del corpo.- Il Melangolo,  ISBN 978-88-7018-769-4
- 2011 - La fedeltà o il vero amore. con M. Albertella.- Genova, Il Melangolo
- 2011 - Etica Oggi. Fecondazione eterologa, "guerra giusta", nuova morale sessuale e altre questioni contemporanee.- Edizioni Erickson, ISBN 978-88-6137-793-6
- 2011 - Volevo essere una farfalla.- Edizioni Mondadori,  - Collana Strade Blu, ISBN 88-04-60696-7
- 2011 - Cosa fare delle nostre ferite. La fiducia e l'accettazione dell'altro.- Edizioni Erickson,  ISBN 978-88-590-0007-5
- 2012 - Avere fiducia. Perché è necessario credere negli altri (trad. di Francesca Mazzurana), Mondadori,  ISBN 978-88-04-62244-4
- 2012 - La fine del desiderio: riflessioni sulla pornografia. Edizioni Mondadori, ISBN 978-88-04-61041-0
- 2012 - Gli assassini del pensiero. Manipolazioni fasciste di ieri e di oggi Edizioni Erickson,  ISBN 978-88-590-0022-8
- 2013 - L'amore è tutto. È tutto ciò che so dell'amore UTET,  ISBN 978-88-418-9688-4
- 2013 - La morte come spettacolo. Indagine sull'horror reality - Mondadori
- 2014 - Il diritto di essere io Laterza,  ISBN 9788841896884
- 2015 - Non seguire il mondo come va. Rabbia, coraggio, speranza e altre emozioni politiche(con Giovanna Casadio), UTET,  ISBN 978-88-511-2688-9
- 2015 - Papà, mamma e gender, UTET,  ISBN 978-88-511-3603-1
- 2017 - L'amore che mi resta, Einaudi,  ISBN 978-8806234386
- 2019 - Idda, Einaudi, ISBN 978-8806239916
- 2021 - Stirpe e vergogna, Rizzoli, ISBN 9788817159708
- 2023 - Sto ancora aspettando che qualcuno mi chieda scusa, Rizzoli,  ISBN 9788817178303